# 44 Ophiuchi
b Ophiuchi
Ne doit pas être confondu avec Beta Ophiuchi.
Désignations
44 Ophiuchi (en abrégé 44 Oph) est une étoile Am de la constellation d'Ophiuchus. Elle porte également la désignation de Bayer de b Ophiuchi, 44 Ophiuchi étant sa désignation de Flamsteed. Elle est visible à l'œil nu avec une magnitude apparente de 4,16.

## Environnement stellaire
44 Ophiuchi présente une parallaxe annuelle mesurée par le satellite Hipparcos de 39,22 ± 0,24 mas, ce qui permet d'en déduire qu'elle est distante de 83,2 ± 0,5 a.l. (∼ 25,5 pc) de la Terre. Elle se rapproche du système solaire à une vitesse radiale héliocentrique de −37,2 km/s, et il est prévu qu'elle se rapproche jusqu'à une distance minimale d'environ 9,07 pc (∼29,6 al) dans 585 000 ans.
C'est une étoile solitaire, qui ne possède pas de compagnon qui lui serait connu.

## Propriétés
44 Ophiuchi est une étoile Am, un type d'étoile chimiquement particulière montrant des surabondances marquées de certains métaux ; elle s'est vu attribuer un type spectral de kA5hA9mF1III, avec une classe de luminosité III indiquant qu'il s'agit d'une étoile géante. Cette notation complexe indique que dans son spectre, la raie K du calcium est celle d'une étoile de type A5, que les raies de l'hydrogène de la série de Balmer sont celles d'une étoile de type A9, et que les raies métalliques sont celles d'une étoile de type F1.
L'étoile est âgée d'environ un milliard d'années. Elle est 1,77 fois plus massive que le Soleil et son rayon est 1,9 fois supérieur au rayon solaire. L'étoile est treize fois plus lumineuse que l'étoile du système solaire et sa température de surface est de 7 559 K. Elle montre une vitesse de rotation projetée modérément élevée de 78 km/s.
44 Ophiuchi est une étoile variable suspectée avec une variation d'une amplitude de 0,03 magnitude.